# Прейльський край
Пре́йльський кра́й (латис. Preiļu novads) — адміністративно-територіальна одиниця Латвійської Республіки. Розташований у південно-східній частині країни, в історичному регіоні Латгалія. Адміністративний центр — Прейлі. Створений 2021 року. Площа — 1419,4 км². Населення — 16 759 осіб (2021). До складу краю входять 1 місто і 14 волостей.

## Історія
Край утворений 1 липня 2021 року шляхом об'єднання Прейльського, Варкавського, Рієбіньського та Аглонської волості Аглонського країв, після адміністративно-територіальної реформи Латвії 2021 року.

## Адміністративний поділ
- 1 місто - Прейлі
- 14 волостей